# Josh Tudela
Josh Tudela (Evansville, 13 marzo 1984) è un allenatore di calcio ed ex calciatore statunitense, di ruolo centrocampista.

## Carriera
Tra il 2007 ed il 2009 ha giocato con il LA Galaxy, giocando complessivamente 23 partite in Major League Soccer.